# Peter Francis James
Peter Francis James (Chicago, 16 settembre 1956) è un attore e doppiatore statunitense.

## Biografia
Figlio di David James e Mary Galloway James, ha cinque fratelli. La sua carriera da attore inizia nel 1979, nell'opera teatrale Coriolano di William Shakespeare, a fianco di Earle Hyman e Morgan Freeman. Prende poi parte a film e serie tv in ruoli minori, oltre a fare da narratore in numerosi audiolibri. È inoltre insegnante di recitazione alla Università di Yale.

## Filmografia

### Cinema
- Montana, regia di Jennifer Leitzes (1998)
- Il segreto di Joe Gould (Joe Gould's Secret), regia di Stanley Tucci (2000)
- Oltre le regole - The Messenger (The Messenger), regia di Oren Moverman (2009)
- The Rebound - Ricomincio dall'amore (The Rebound), regia di Bart Freundlich (2009)
- The Losers, regia di Sylvain White (2010)
- Crazy Night - Festa col morto (Rough Night), regia di Lucia Aniello (2017)

### Televisione
- Così gira il mondo (As the World Turns) - soap opera (1956)
- Il matrimonio di Shelby (The Wedding) (1998)
- New York Undercover (1998)
- Double Platinum (1999)
- Love Song (2000)
- Squadra emergenza (Third Watch) (2000)
- Oz (2003)
- Law & Order (2008-2010)
- Svetlana (2012)
- Royal Pains (2012)
- Boardwalk Empire - L'impero del crimine (Boardwalk Empire) (2013)
- The Mysteries of Laura (2014)
- Arrow (2015)
- Legends of Tomorrow (2016)

## Doppiatori italiani
Nelle versioni in italiano delle opere in cui ha recitato, Peter Francis James è stato doppiato da:
- Vladimiro Conti in Arrow, Legends of Tomorrow
- Marco Fumarola in Oz
- Alessandro Messina in Law & Order: Criminal Intent
- Massimo Corvo in The Losers
- Lucio Saccone in Bull
- Fabrizio Temperini in Katy Keene
- Tony Sansone in What We Do in the Shadows
- Stefano Mondini in Next

Da doppiatore è stato sostituito da:
- Claudio Moneta in Bioshock